# 萨利姆·艾哈迈德·萨利姆
萨利姆·艾哈迈德·萨利姆（阿拉伯语：‎，1942年1月23日—），坦桑尼亚政治家和外交官，1960年代以来长期活跃于国际舞台。1984年至1985年间担任坦桑尼亚总理。
在1981年联合国秘书长选举中，被美国连用16张否决票否决当选。
2019年9月30日，为感谢其为恢复新中国在联合国席位，巩固和促进中国与坦桑尼亚、非洲友好合作作出的杰出贡献，中国政府授予其“友谊勋章”。